# Distretto di Yanzhou
Il distretto di Yanzhou (兖州区S, YǎnzhōuP) è un distretto della Cina, situato nella provincia dello Shandong e amministrato dalla prefettura di Jining.